# 明园跑狗场
明园跑狗场是上海歷史上位於現今楊浦區長陽路附近的一個赛狗的場所。
1927年12月，英国人坎贝尔（Campbell）从伦敦乘船来到上海。在华德路、汇山路、华盛路、威妥玛路圍成的地塊设立明园跑狗场。1928年5月26日正式開張。1931年4月4日後不再賽狗，當地改建为游乐场。中國抗日战争爆发后，當地被日军占领，並被改作养马场。中國抗日战争結束後，許多百姓在此搭建棚户。1959年拆除棚户，建成许昌路体育馆。1972年许昌路体育馆拆除，並在体育馆原址上建一座名叫明园大楼的建築，該建築於1979年竣工。在明园大楼东南面建有明园村居民区。